# Oswegatchie River
Der Oswegatchie River ist ein rechter Nebenfluss des Sankt-Lorenz-Stroms im Nordwesten des US-Bundesstaats New York.

## Flusslauf
Der Oswegatchie River entspringt am Wolf Mountain auf einer Höhe von etwa 550 m. Er fließt anfangs in nördlicher Richtung. Dabei liegen die High Falls on the Oswegatchie River (⊙) am Flusslauf. Der Oswegatchie River wendet sich später nach Osten und mündet in einen westlichen Arm des Cranberry Lake, einem Stausee. Er verlässt diesen an dessen Nordende unterhalb des Cranberry Lake Dam. Kurz darauf wird der Fluss zum Chaumont Pond aufgestaut. Weiter flussabwärts befinden sich weitere kleinere Stauseen am Oswegatchie River: Browns Falls Reservoir und Flat Rock Reservoir. Der Little River mündet in das südliche Ende des Flat Rock Reservoir. Der Oswegatchie River fließt in überwiegend nordwestlicher Richtung. Dabei passiert er die Orte Fine und Edwards. Er wendet sich im Anschluss nach Westen und nimmt den West Branch Oswegatchie River linksseitig auf. Der Fluss durchfließt die Kleinstadt Gouverneur und bildet im Anschluss eine 15 km lange Flussschlinge in Richtung Westsüdwest aus. Nach der scharfen Kehre fließt er in überwiegend nordöstlicher Richtung weiter. Die Orte De Kalb und Heuvelton liegen am Flussufer. Der Abfluss des westlich gelegenen Black River mündet in den Oswegatchie River, welcher kurz darauf am Eel Weir aufgestaut wird. Die letzten 8 Kilometer fließt der Fluss in nördlicher Richtung und mündet in Ogdensburg in den nach Nordosten strömenden Sankt-Lorenz-Strom. Der Oswegatchie River hat eine Länge von 220 km. 

## Namensgebung
Der Oswegatchie River oberhalb des Zusammenflusses mit dem West Branch Oswegatchie River wird auch als East Branch Oswegatchie River bezeichnet. Frühere Namen des Flusses sind Ossawagotchie River und Rivière de la Présentation.

## Wasserkraftanlagen
Am Flusslauf befinden sich zahlreiche Wasserkraftanlagen. Brookfield Power betreibt 9 davon.
Die Wasserkraftanlagen in Abstromrichtung:
| Name               | Leistung in MW | Anzahl Turbinen | Lage | Betreiber               |
| ------------------ | -------------- | --------------- | ---- | ----------------------- |
| Upper Newton Falls | 2              | 3               | (⊙)  | Brookfield              |
| Lower Newton Falls | 1              | 1               | (⊙)  | Brookfield              |
| Browns Falls       | 17             | 2               | (⊙)  | Brookfield              |
| Flat Rock          | 5              | 2               | (⊙)  | Brookfield              |
| South Edwards      | 5              | 3               | (⊙)  | Brookfield              |
| Oswegatchie        | 2              | 2               | (⊙)  | Brookfield              |
| Talcville          | 1              | 2               | (⊙)  | Brookfield              |
| Emeryville         | 3,4            | 1               | (⊙)  | Hampshire Paper Co      |
| Fowler No 7        | 0,9            | 3               | (⊙)  | Hydro Development Group |
| Hailsboro No 4     | 1,5            | 2               | (⊙)  | Hydro Development Group |
| Natural Dam        | 1              | 3               | (⊙)  | Cellu Tissue            |
| Heuvelton          | 1              | 2               | (⊙)  | Brookfield              |
| Eel Weir           | 2              | 3               | (⊙)  | Brookfield              |
| Ogdensburg         | 3,5            | 5               | (⊙)  | Trafalgar Power         |